# WASP-50
WASP-50 är en ensam stjärna i den norra delen av stjärnbilden Eridanus. Den har en kombinerad skenbar magnitud av ca 11,60 och kräver ett teleskop för att kunna observeras. Baserat på parallaxmätning inom Hipparcosuppdraget på ca 5,4 mas, beräknas den befinna sig på ett avstånd på ca 606 ljusår (ca 186 parsek) från solen. Den rör sig bort från solen med en heliocentrisk radialhastighet på ca 25 km/s.

## Nomenklatur
WASP-50 har på förslag av thailändska amatörastronomer fått namnet Chaophraya. Namnet valdes i NameExoWorlds-kampanjen under IAU:s 100-årsjubileum i december 2019. En tillhörande planet har fått namnet Maeping.

## Egenskaper
WASP-50 är en gul till vit stjärna i huvudserien av spektralklass G9 V, som har en medelstark observerbar stjärnfläcksaktivitet. Den har en massa som är ca 0,89 solmassa, en radie som är ca 0,84 solradie och har en effektiv temperatur av ca 5 400 K. Stjärnan har, trots en hög ålder av ca 8,6 miljarder år, snabb rotation driven av tidvatteneffekt från en stor planet i snäv omloppsbana.

## Planetsystem
År 2011 upptäcktes en transiterande exoplanet, WASP-50 b, av typen superjupiter. Planetens jämviktstemperatur är 1 450 ± 20 K.
| Planet | Massa            | Halv storaxel (AE) | Siderisk omloppstid (d) | Excentricitet | Inklination  | Radie            |
| ------ | ---------------- | ------------------ | ----------------------- | ------------- | ------------ | ---------------- |
| b      | 1,437 ± 0,068 MJ | 0,0239 ± 0,0013    | 1,955100 ± 0,000005     | 0,01 ± 0,01   | 84,88 ± 0,27 | 1,138 ± 0,026 RJ |